# Desirée
Desirée – amerykański film biograficzny z 1954 roku w reżyserii Henry’ego Kostera. Jego tematem jest historia życia Dezyderii Clary-Bernadotte, a scenariusz filmu oparto na książce Annemarie Selinko.

## Fabuła
Rok 1794. Desirée Clary, córka zamożnego kupca, zakochuje się z wzajemnością w ambitnym i zdolnym młodym generale Napoleonie Bonaparte. Młody generał wyrusza wkrótce do Paryża, gdzie zamierza objąć dowództwo wojsk francuskich. Przedtem jednak oświadcza się dziewczynie, obiecując, że po powrocie weźmie z nią ślub. Dziewczyna jest szczęśliwa, jednak ukochany po wyjeździe nie daje znaku życia. Zniecierpliwiona Desirée wyrusza więc za nim do stolicy. Na miejscu dowiaduje się, że jej niedoszły małżonek związał się z bogatą i wpływową Józefiną de Beauharnais. Desirée jest zrozpaczona. Kiedy Napoleon proponuje jej rolę kochanki, odrzuca tę propozycję i przyjmuje oświadczyny generała Jeana Baptiste-Bernadotte, późniejszego króla Szwecji Karola XIV Jana...

## Obsada
- Jean Simmons – Desirée Clary
- Marlon Brando – Napoleon Bonaparte
- Merle Oberon – Cesarzowa Józefina
- Michael Rennie – Jean-Baptiste Bernadotte
- Carolyn Jones – Mme. Tallien
- Richard Deacon – Etienne Clary
- Cameron Mitchell – Joseph Bonaparte
- Elizabeth Sellars – Julie
- Charlotte Austin – Paulette Bonaparte
- Cathleen Nesbitt – Mme. Bonaparte
- Evelyn Varden – Marie
- Isobel Elsom – Mme. Clary, matka Desiree